# Паракашлюк
Паракашлюк (також Паракоклюш англ. parapertussis, також англ. whooping cough due to Bordetella parapertussis; Bordetella parapertussis infection) — інфекційна хвороба з ураженням дихальної системи, яка нагадує легку форму схожого захворювання кашлюку. Збудником є бактерія Bordetella parapertussis.
Зазвичай, легкий перебіг хвороби, відсутність смертей часто не спонукає до проведення специфічних досліджень у хворих, що призводить до нерозшифровки діагнозу і, відповідно, неуточненої захворюваності в світі. 

## Етіологія
Bordetella parapertussis на відміну від близького виду Bordetella pertussis, збудника кашлюка, має великі розміри, не є гемофільною, добре росте на простому агарі. Колонії паракоклюшних бактерій виявляють на твердому поживному середовищі через 1–2 доби. Bordetella parapertussis містить фермент уреазу і має здатність розкладати сечовину. Має невисоку вірулентність. Антигенна структура ще не повністю вивчена.
Описано дві лінії B. parapertussis. Перша заражає людей і є відповідальною за паракашлюк у дітей. Друга, овеча лінія спричинює хронічну непрогресуючу пневмонію у овець. 
B. parapertussis зараз є домінуючим видом серед бордетел в Європі та на Близькому Сході.

## Епідеміологічні особливості
Джерелом інфекції є хворий на паракашлюк. Поширення здійснюється повітряно-крапельним механізмом передачі. Хворіють, як і при кашлюку, переважно діти раннього віку. Сезонне поширення паракашлюку, імунітет після перенесеної хвороби та його тривалість, залишаються нез'ясованими.

## Клінічні прояви
Паракашлюк у порівнянні з кашлюком перебігає легше. Часто відбувається безсимптомний перебіг. У явних випадках інкубаційний період триває в середньому 10–15 днів. Загальне самопочуття хворих мало порушується. Самопочуття пацієнтів мало страждає. У невеликої кількості в перші дні захворювання може підвищитися температура тіла. Можуть бути нерізкі катаральні явища, як то риніт, гіперемія слизової оболонки ротоглотки, які спостерігаються на початку хвороби і тривають 3–5 днів. Основним проявом паракашлюку є кашель. Хвороба може перебігати із кашлюкоподібним кашлем із наявністю слабовиражених реприз. Таке відбувається у 20 % хворих. В інших випадках кашель немає характерних рис, нагадує такий при багатьох ГРВІ. При паракашлюку кашель зберігається 2–4 тижні.

## Діагностика
Через те, що перебіг паракашлюку не має характерних ознак, нагадує кашлюк та інші ГРВІ, то першорядне значення в його діагностиці має бактеріологічна діагностика.

## Лікування
Лікування включає максимальне перебування хворого на свіжому повітрі, повноцінне харчування.
При легких випадках хвороби антимікробне лікування непотрібне. При тяжчих випадках, як і при кашлюку, проводиться етіотропна терапія. Першочергово застосовуються макроліди. Призначаються азитроміцин у 1-й день 0,5 г одноразово, з 2-го по 5-й день по 0,25 г кожні 24 год; кларитроміцин 0,5 г кожні 12 год впродовж 7 днів. При непереносимості макролідів призначають сульфаметоксазол/триметоприм 0,96 г кожні 12 год впродовж 14 днів.
Здійснюється у тяжких випадках відсмоктування слизу з верхніх дихальних шляхів, аерозольна терапія, фізіотерапія, масаж грудної клітки, дихальна гімнастика.

## Профілактика
Запобіганням подальшої передачі хвороби є рання ізоляція хворого до його повного одужання. Як при кашлюку встановлюється карантин на 21 день дітей, що були в контакті з хворим. 